# Villebourg
Villebourg é uma comuna francesa na região administrativa do Centro, no departamento Indre-et-Loire. Estende-se por uma área de 12,55 km². Em 2010 a comuna tinha 301 habitantes (densidade: 24 hab./km²).